# Sainte-Sévère (Charente)
Pour les articles homonymes, voir Sainte-Sévère.
Sainte-Sévère est une commune du Sud-Ouest de la France, située dans le département de la Charente (région Nouvelle-Aquitaine).
Ses habitants sont les Sévériens et les Sévériennes.

## Géographie

### Localisation et accès
Sainte-Sévère est une commune de l'ouest de la Charente limitrophe avec la Charente-Maritime, située à 9 km au nord-est de Cognac et 33 km à l'ouest d'Angoulême.
Le bourg de Sainte-Sévère est aussi à 10 km au nord-ouest de Jarnac, chef-lieu de son canton, 14 km à l'ouest de Rouillac et 14 km au sud-est de Matha.
À l'écart des grandes routes, la commune est traversée par la D 24 qui se dirige vers Cognac, la D 22 vers Jarnac, et la D 55 vers Sigogne à l'est et Mesnac à l'ouest. Ces routes se croisent au bourg.
La gare la plus proche est celle de Cognac ou celle de Jarnac, desservie par des TER à destination d'Angoulême, Saintes, Royan et La Rochelle avec correspondance à Angoulême pour Paris, Bordeaux, Poitiers et Limoges, et à Saintes pour Niort.

### Hameaux et lieux-dits
La commune compte quelques hameaux : les Buges, la Parisière, la Selle tout au nord, la Métairie de Jarnac à l'ouest, Marmounier en limite avec Bréville, ainsi que de nombreuses fermes.

### Communes limitrophes
| Bréville      | Ballans (Charente-Maritime) | Macqueville (Charente-Maritime) |
| Val-de-Cognac | Sainte-Sévère               |                                 |
|               | Réparsac                    | Houlette                        |

### Géologie et relief
Comme toute cette partie de la rive droite de la Charente, géologiquement, Sainte-Sévère est dans le Jurassique supérieur. Le terrain date du  Tithonien (anciennement nommé étage Portlandien) et présente des affleurements de marnes et d'argiles. La commune est entièrement située dans la vaste plaine du Pays bas, ancienne zone lagunaire du Purbeckien (fin du Jurassique, mordant sur le Crétacé inférieur, étage Berriasien), riche en gypse,,.
Le point culminant de la commune est à une altitude de 31 m, situé en limite nord près de la Selle. Le point le plus bas est à 10 m, situé en limite sud-ouest. Le bourg est à 18 m d'altitude.

### Hydrographie

#### Réseau hydrographique

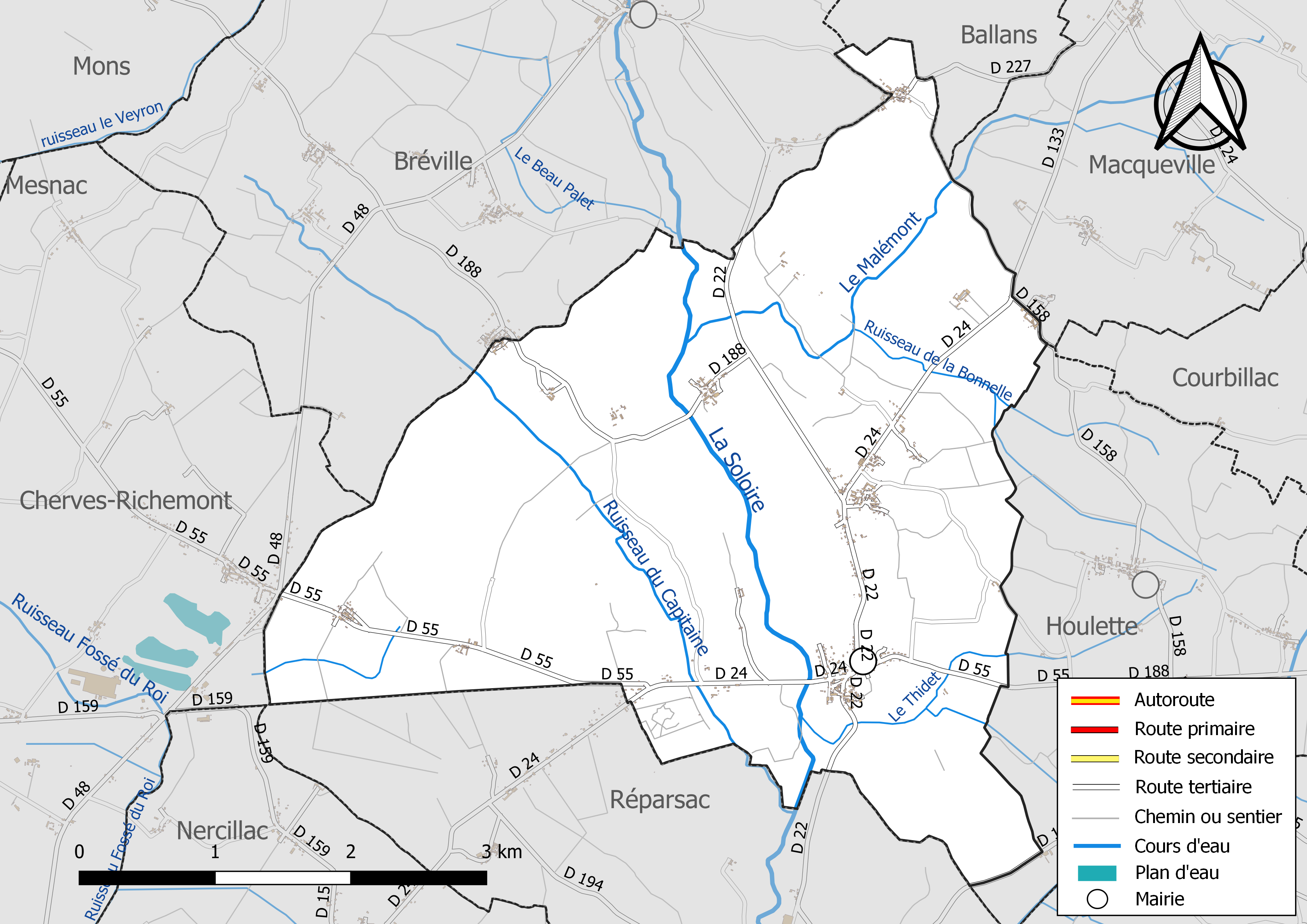
Réseaux hydrographique et routier de Sainte-Sévère.

La commune est située dans le bassin versant de la Charente au sein du Bassin Adour-Garonne. Elle est drainée par la Soloire, le Malémont, le ruisseau du Capitaine, le Thidet, le ruisseau de la Bonnelle et par divers petits cours d'eau, qui constituent un réseau hydrographique de 17 km de longueur totale,.
La commune est traversée du nord au sud par la Soloire. Un petit ruisseau, le Thidet, qui prend sa source dans la commune voisine de Houlette, rejoint la Soloire près du bourg de Sainte-Sévère. On trouve aussi le Capitaine, à l'ouest, le Malémont et le ruisseau de la Bonnelle, au nord-est. Tous ces ruisseaux ainsi que la Soloire sur le territoire communal sont à sec l'été.

#### Gestion des eaux
Le territoire communal est couvert par le schéma d'aménagement et de gestion des eaux (SAGE) « Charente ». Ce document de planification, dont le territoire correspond au bassin de la Charente, d'une superficie de 9 300 km2, a été approuvé le 19 novembre 2019. La structure porteuse de l'élaboration et de la mise en œuvre est l'établissement public territorial de bassin Charente. Il définit sur son territoire les objectifs généraux d’utilisation, de mise en valeur et de protection quantitative et qualitative des ressources en eau superficielle et souterraine, en respect des objectifs de qualité définis dans le troisième SDAGE  du Bassin Adour-Garonne qui couvre la période 2022-2027, approuvé le 10 mars 2022.

### Climat
Comme dans les trois quarts sud et ouest du département, le climat est océanique aquitain.

### Végétation
La forêt dite « de Jarnac » traverse de part en part la commune de Sainte-Sévère.

## Urbanisme

### Typologie
Au 1er janvier 2024, Sainte-Sévère est catégorisée commune rurale à habitat dispersé, selon la nouvelle grille communale de densité à 7 niveaux définie par l'Insee en 2022.
Elle est située hors unité urbaine. Par ailleurs la commune fait partie de l'aire d'attraction de Cognac, dont elle est une commune de la couronne,. Cette aire, qui regroupe 44 communes, est catégorisée dans les aires de 50 000 à moins de 200 000 habitants,.

### Occupation des sols
L'occupation des sols de la commune, telle qu'elle ressort de la base de données européenne d’occupation biophysique des sols Corine Land Cover (CLC), est marquée par l'importance des territoires agricoles (80 % en 2018), en diminution par rapport à 1990 (81,6 %). La répartition détaillée en 2018 est la suivante : 
zones agricoles hétérogènes (33,7 %), terres arables (29,4 %), cultures permanentes (17 %), forêts (15,8 %), mines, décharges et chantiers (2,7 %), zones urbanisées (1,5 %). L'évolution de l’occupation des sols de la commune et de ses infrastructures peut être observée sur les différentes représentations cartographiques du territoire : la carte de Cassini (XVIIIe siècle), la carte d'état-major (1820-1866) et les cartes ou photos aériennes de l'IGN pour la période actuelle (1950 à aujourd'hui).

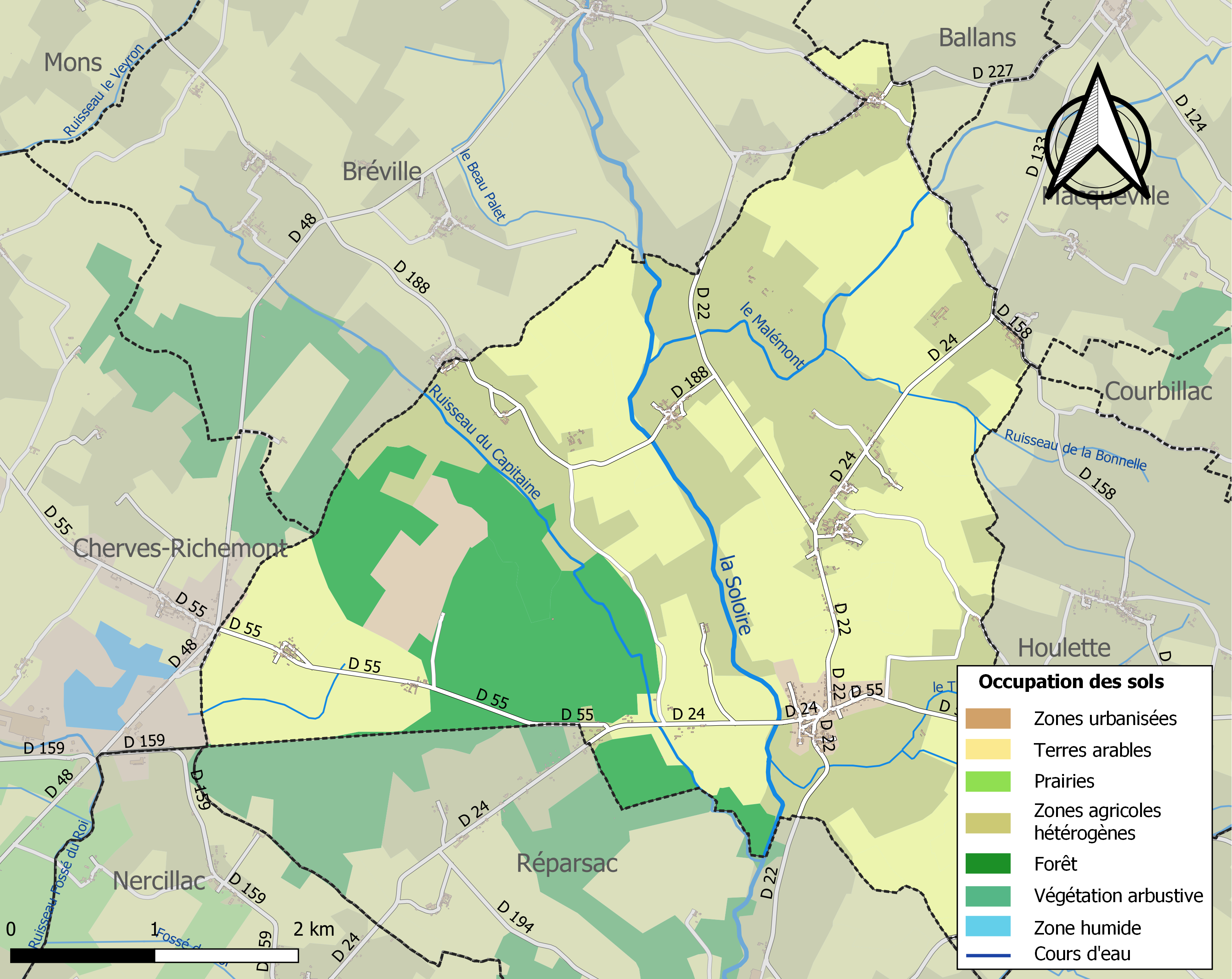
Carte des infrastructures et de l'occupation des sols de la commune en 2018 (CLC).

### Risques majeurs
Le territoire de la commune de Sainte-Sévère est vulnérable à différents aléas naturels : météorologiques (tempête, orage, neige, grand froid, canicule ou sécheresse) et séisme (sismicité modérée). Un site publié par le BRGM permet d'évaluer simplement et rapidement les risques d'un bien localisé soit par son adresse soit par le numéro de sa parcelle.

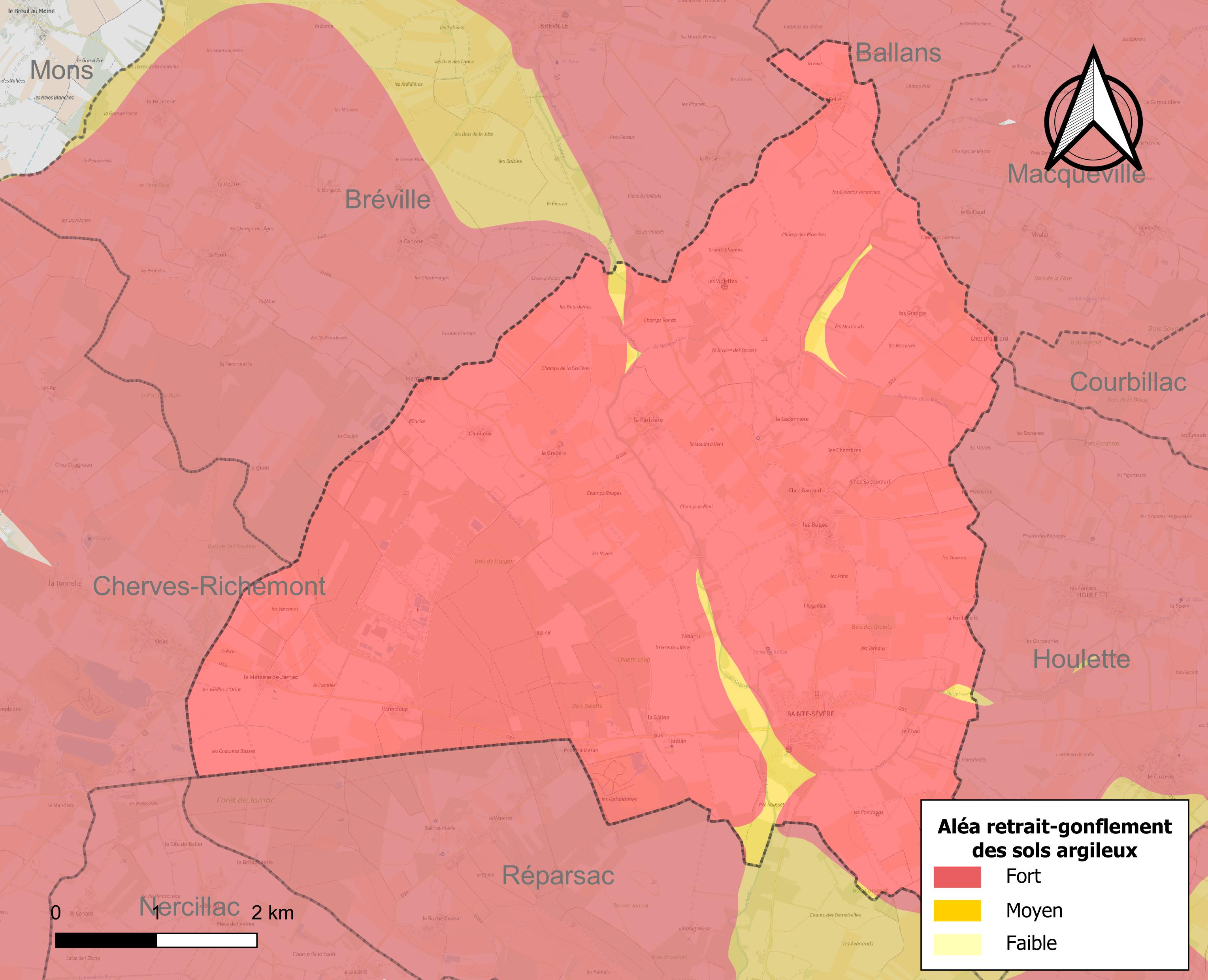
Carte des zones d'aléa retrait-gonflement des sols argileux de Sainte-Sévère.

Le retrait-gonflement des sols argileux est susceptible d'engendrer des dommages importants aux bâtiments en cas d’alternance de périodes de sécheresse et de pluie. La totalité de la commune est en aléa moyen ou fort (67,4 % au niveau départemental et 48,5 % au niveau national). Sur les 266 bâtiments dénombrés sur la commune en 2019,  266 sont en aléa moyen ou fort, soit 100 %, à comparer aux 81 % au niveau départemental et 54 % au niveau national. Une cartographie de l'exposition du territoire national au retrait gonflement des sols argileux est disponible sur le site du BRGM,.
Par ailleurs, afin de mieux appréhender le risque d’affaissement de terrain, l'inventaire national des cavités souterraines permet de localiser celles situées sur la commune.
La commune a été reconnue en état de catastrophe naturelle au titre des dommages causés par les inondations et coulées de boue survenues en 1982 et 1999. Concernant les mouvements de terrains, la commune a été reconnue en état de catastrophe naturelle au titre des dommages causés par la sécheresse en 1989, 2003, 2005, 2009 et 2011 et par des mouvements de terrain en 1999.

## Toponymie
Le nom de la commune est attesté sous la forme ancienne en latin Sancta Severa (non datée, Moyen Âge).
Sainte Sévère (Severa) était une abbesse du pays de Trèves, morte en 660,,.
Pendant la Révolution, la commune s'est appelée provisoirement Fort-Sévère. Elle a été créée Sainte-Sévère en 1793 du nom de la paroisse.

## Histoire
Le tertre de l'Abattu pourrait être un tumulus.
Des fossés circulaires protohistoriques ont été découverts, d'une part au Pré Rousset, d'autre part au lieu-dit les Pontrauds.
La fortification constituée de levées de terre et de fossés située le long de la voie romaine d'Agrippa de Saintes à Lyon et nommée le « Camp romain », serait malgré son nom et son emplacement, une fortification médiévale. Elle a donné le nom temporaire de la commune à l'époque révolutionnaire.
Sous l'Ancien Régime, c'est le comte de Jarnac qui avait droit de justice sur Sainte-Sévère. Les dîmes allaient pour trois quarts au curé et un quart à l'abbé de Châtre. La forêt de Jarnac était d'ailleurs le terrain de chasse des barons et comtes de Jarnac.
À la fin du XVIIe siècle, le maréchal de Tourville a été le seigneur de Sainte-Sévère.
Au XIXe siècle, la crise du phylloxéra a épargné 40 hectares de vigne, sans doute à cause de la nature du terrain du Pays bas, mais la vigne a été replantée avec succès comme dans toute la région.

## Administration
| Période                                  | Période  | Identité        | Étiquette | Qualité                           |
| ---------------------------------------- | -------- | --------------- | --------- | --------------------------------- |
| Les données manquantes sont à compléter. |          |                 |           |                                   |
| 2001                                     | 2014     | Jacques Dupays  | SE        | Contrôleur de gestion en retraite |
| 2014                                     | En cours | Laurence Girard |           |                                   |

### Fiscalité
La fiscalité en 2007 est d'un taux de 22,53 % sur le bâti, 45,05 % sur le non bâti, et 9,80 %  pour la taxe d'habitation.
La communauté de communes de Jarnac prélève la taxe professionnelle au taux 10,26 %.

## Démographie

### Évolution démographique
L'évolution du nombre d'habitants est connue à travers les recensements de la population effectués dans la commune depuis 1793. Pour les communes de moins de 10 000 habitants, une enquête de recensement portant sur toute la population est réalisée tous les cinq ans, les populations de référence des années intermédiaires étant quant à elles estimées par interpolation ou extrapolation. Pour la commune, le premier recensement exhaustif entrant dans le cadre du nouveau dispositif a été réalisé en 2008.

En 2022, la commune comptait 509 habitants, en évolution de −4,14 % par rapport à 2016 (Charente : −0,48 %, France hors Mayotte : +2,11 %).
| 1793 | 1800 | 1806 | 1821 | 1831 | 1841 | 1846 | 1851 | 1856 |
| ---- | ---- | ---- | ---- | ---- | ---- | ---- | ---- | ---- |
| 484  | 547  | 602  | 789  | 739  | 795  | 789  | 813  | 847  |

| 1861 | 1866 | 1872 | 1876 | 1881 | 1886 | 1891 | 1896 | 1901 |
| ---- | ---- | ---- | ---- | ---- | ---- | ---- | ---- | ---- |
| 846  | 809  | 824  | 803  | 792  | 801  | 733  | 772  | 729  |

| 1906 | 1911 | 1921 | 1926 | 1931 | 1936 | 1946 | 1954 | 1962 |
| ---- | ---- | ---- | ---- | ---- | ---- | ---- | ---- | ---- |
| 706  | 673  | 577  | 529  | 545  | 569  | 525  | 492  | 466  |

| 1968 | 1975 | 1982 | 1990 | 1999 | 2006 | 2008 | 2013 | 2018 |
| ---- | ---- | ---- | ---- | ---- | ---- | ---- | ---- | ---- |
| 474  | 499  | 509  | 578  | 550  | 542  | 540  | 552  | 516  |

| 2022 | - | - | - | - | - | - | - | - |
| ---- | - | - | - | - | - | - | - | - |
| 509  | - | - | - | - | - | - | - | - |

D’après le recensement Insee de 2007, Sainte-Sévère compte 541 habitants (soit une diminution de 2 % par rapport à 1999).

### Pyramide des âges
La population de la commune est relativement âgée.
En 2018, le taux de personnes d'un âge inférieur à 30 ans s'élève à 25,6 %, soit en dessous de la moyenne départementale (30,2 %). À l'inverse, le taux de personnes d'âge supérieur à 60 ans est de 34,9 % la même année, alors qu'il est de 32,3 % au niveau départemental.
En 2018, la commune comptait 270 hommes pour 246 femmes, soit un taux de 52,33 % d'hommes, largement supérieur au taux départemental (48,41 %).
Les pyramides des âges de la commune et du département s'établissent comme suit.
| Hommes | Classe d’âge | Femmes |
| ------ | ------------ | ------ |
| 1,9    | 90 ou +      | 0,8    |
| 5,9    | 75-89 ans    | 9,8    |
| 26,7   | 60-74 ans    | 24,8   |
| 24,1   | 45-59 ans    | 23,6   |
| 15,9   | 30-44 ans    | 15,4   |
| 17,0   | 15-29 ans    | 8,9    |
| 8,5    | 0-14 ans     | 16,7   |

| Hommes | Classe d’âge | Femmes |
| ------ | ------------ | ------ |
| 1      | 90 ou +      | 2,7    |
| 9,2    | 75-89 ans    | 12     |
| 20,6   | 60-74 ans    | 21,3   |
| 20,7   | 45-59 ans    | 20,3   |
| 16,8   | 30-44 ans    | 16     |
| 15,6   | 15-29 ans    | 13,4   |
| 16,1   | 0-14 ans     | 14,3   |

### Commerces
Le village possède une boulangerie tenant également lieu d'épicerie, de bureau de tabac et de dépôt de journaux. Celle-ci jouxte une importante meunerie.
La commune accueille également le centre d'enfouissement technique des déchets ménagers, géré par Calitom, le syndicat départemental de traitement des déchets. Créé sous forme d'une usine de broyage avec mise en décharge avancée sans aucun traitement de jus gérée par le SMITOM (syndicat intercommunal d'enfouissement des déchets) avant d'être transformée en usine de broyage-compostage, elle fut ultérieurement équipée d'une presse à refus pour la mise en décharge. Actuellement, il s'agit d'un centre d'enfouissement d'ordures ménagères brutes. En 1974 avec SVDM, elle a subi des travaux pour tenter de se mettre aux normes. Malgré cela, cette usine est souvent le centre de polémiques, certains riverains y voyant une source de nuisances[réf. nécessaire].

## Équipements, services et vie locale

### Enseignement
L'école est un RPI entre Bréville et Sainte-Sévère. Sainte-Sévère accueille l'école maternelle, avec une classe, et Bréville l'école élémentaire. Le secteur du collège est Cognac (Félix-Gaillard).

### Autres services
Le village est équipé d'une agence postale et d'une bibliothèque municipale.

## Lieux et monuments

### Église Sainte-Sévère

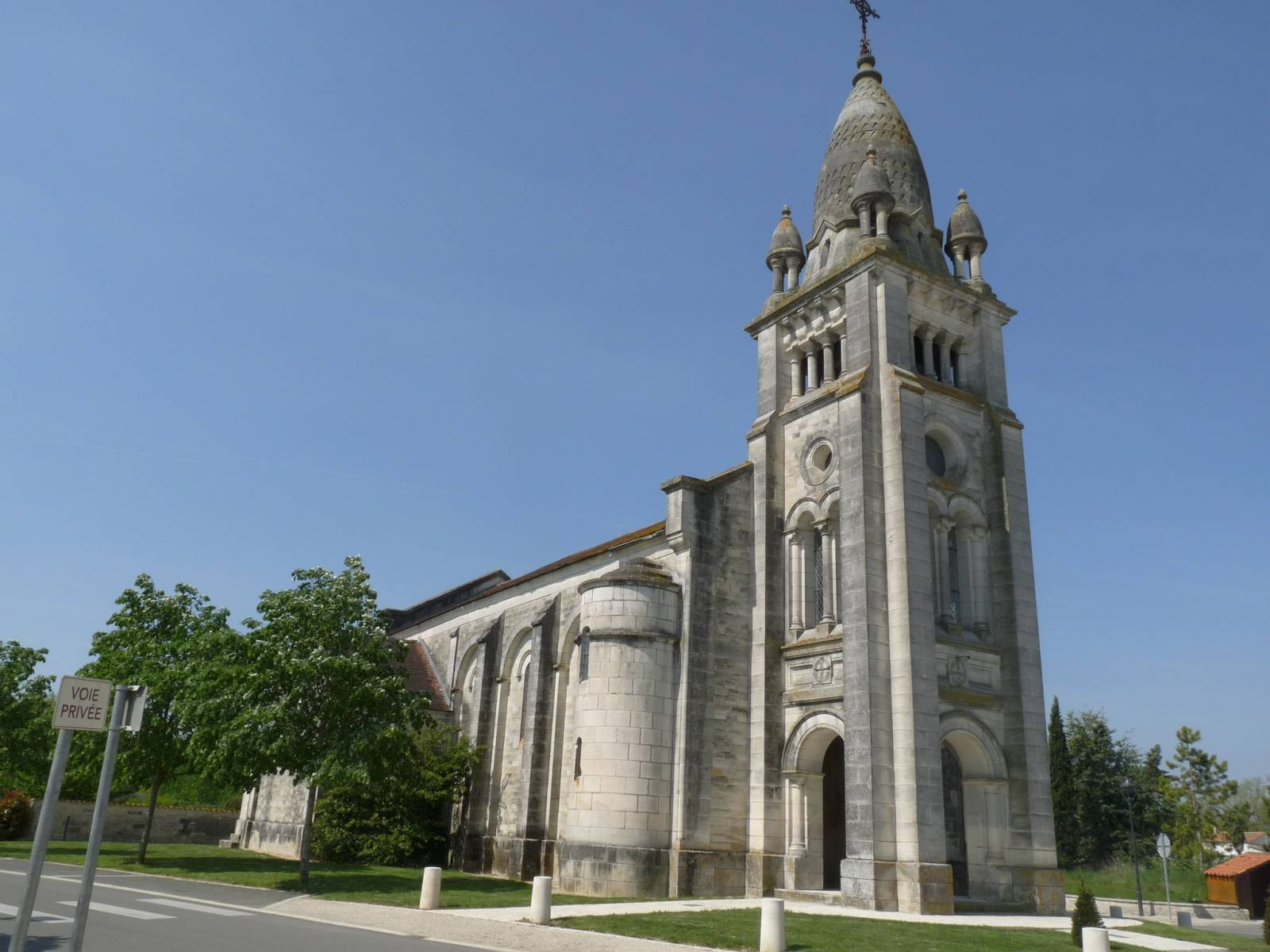
L'église Sainte-Sévère, reconstruite de 1896 à 1898.

L'ancienne église paroissiale Sainte-Sévère appartenait à l'ancien diocèse de Saintes et dépendait de l'abbaye de Châtre. Édifiée entre le XIIe et XIIIe siècles, elle formait un vaisseau unique entièrement voûté. Faute d'entretien, elle s'est écroulée en 1892.
Une nouvelle église a été bâtie, dans le style néo-roman, par MM. Barbaud et Bauhain, architectes, de 1896 à 1897. Sa consécration eût lieu en 1898. C'est un édifice en croix latine, comportant une nef voûtée en berceau, flanquée de deux chapelles saillantes formant un transept et terminée par une abside en hémicycle. L'ensemble est précédé d'un porche supportant le clocher, lui-même surmonté d'un dôme conique en pierre de taille, dit clocher à bulbe, encadré de quatre pinacles de même facture,.

### Camp antique
Le camp antique, dit Camp romain, se trouve sur le bord de la voie romaine,. Il serait, malgré son nom, une fortification médiévale,.

### Tumulus
Le tertre de l'Abattu encore visible au bord de la Soloire, en amont du bourg de Sainte-Sévère, serait les restes d'un tumulus.

## Personnalités liées à la commune
- Jules Brisson (1837 à Sainte-Sévère - 1922 à Cognac), homme politique, maire de Cognac de 1889 à 1902 et sénateur de la Charente de 1903 à 1912.